# 篠田薫
篠田 薫（しのだ かおる、1944年6月24日 - ）は、日本の俳優、声優。愛知県出身。東京俳優生活協同組合所属。旧芸名は篠田 敏夫（しのだ としお）。

## 人物
舞台芸術学院卒業。
過去には浅草松竹演芸場付属曽我廼家九一郎一座、劇団演劇座に所属していた。俳優業だけでなく、声優としてもドラマにも数多く出演している。
高めのハイバリトンの声質。

## 出演

### テレビドラマ
- 火曜日の女シリーズ「人喰い」（1970年、NTV）
- 好き! すき!! 魔女先生 第8話「うそつき先生 」（1971年） - 酒屋
- 仮面ライダーシリーズ
  - 仮面ライダーV3 第1話「ライダー3号 その名はV3!」（1973年） - ハサミジャガーに殺される作業員
  - 仮面ライダースーパー1 第36話「ハサミ怪人のチョキンチョキン作戦!」（1981年） - ピエローヤ
  - 仮面ライダーBLACK RX 第35話「光太郎指名手配!!」（1988年） - ニュースキャスター
- ロボット刑事 第13話「悪魔の煙に気をつけろ!」（1973年）
- 剣客商売 第18話「ある剣客の死」（1973年） - 使いの男
- 江戸の旋風（1975年）
- スーパー戦隊シリーズ
  - 秘密戦隊ゴレンジャー 第1話「真赤な太陽! 無敵ゴレンジャー」（1975年） - ヒスイ仮面の声
  - 光戦隊マスクマン（1987年） - オケランパの声（第2話を除きノンクレジット）
  - 高速戦隊ターボレンジャー 第24話「怖い! 夏の海」（1989年） - ヤシノミボーマの声
  - 地球戦隊ファイブマン第26話「九州だヨン」 、第29話「合身VS合体」（1990年） - バツラー兵の声、アリギン / カニアリギンの声
  - 恐竜戦隊ジュウレンジャー（1992年） - トットパットの声
  - 忍者戦隊カクレンジャー 第13話「ブッとばせ不幸」（1994年） - カネダマの声
  - 超力戦隊オーレンジャー 第31話「宅配ダイエット」（1995年） - バラジャグチの声及び人間体
  - 激走戦隊カーレンジャー 第35話「裏切りの信号野郎」（1996年） - GG（ゴンゴン）ボーンの声
  - 星獣戦隊ギンガマン 第16話「心の故郷」（1998年） - 雨法師の声
- 大河ドラマ（NHK）
  - 風と雲と虹と（1976年） - 民人
  - 黄金の日日（1978年） - 番頭
  - 獅子の時代（1980年） - 幕府重役
  - おんな太閤記（1981年） - 商人
  - 徳川家康（1983年）
  - いのち（1986年） - 男
  - 翔ぶが如く（1990年） - 商人
  - 徳川慶喜（1998年）
  - 新選組!（2004年） - 居酒屋の夫婦
- 太陽にほえろ!（東宝 / NTV）
  - 第188話「切札」（1976年） - 大町商事社員
  - 第195話「ある殺人」（1976年） - トラック運転手
  - 第296話「ミスプリント」（1978年）
  - 第309話「危険な時期」（1978年）
  - 第318話「カレーライス」（1978年） - トラック運転手
  - 第328話「待ち合わせ」（1978年） - 「ポールスター」の客
  - 第346話「華麗なる証人」（1979年）
  - 第384話「命」（1979年）
  - 第389話「心の重荷」（1980年） - 江島雅子に金を貸していた男
  - 第398話「名残り雪」（1980年） - 関口に襲われた男
  - 第418話「ルポライター」（1980年） - ゴルフ練習場の客※ノンクレジット
  - 第440話「強き者よ、その名は…」（1981年） - おでん屋台の店主
  - 第452話「山さんがボスを撃つ!?」（1981年） - 藤堂にぶつかった男
  - 第463話「六月の鯉のぼり」（1981年） - 靴屋の店員
  - 第473話「ダーティなゴリ」（1981年） - 警官
  - 第492話「傷だらけの勲章」（1982年） - 鑑識課員
  - 第500話「不屈の男たち」（1982年） - 湖にいた目撃者
  - 第524話「ラガーのラブレター」（1982年） - マスター
  - 第530話「検問突破」（1982年） - 太平洋銀行矢追支店行員
  - 第555話「一枚の絵」（1983年） - 少年の父親
  - 第563話「たすけて!」（1983年） - 工藤浩
  - 第582話「犯罪ツアー」（1983年） - 常東銀行矢追支店行員
  - 第597話「戦士よ さらば・ボギー最後の日」（1984年） - 「キャビン」マスター
  - 第631話「ロックとブルース」（1985年） - 中野坂上駅の駅員
  - 第641話「二度死んだ女」（1985年） - タクシー運転手
  - 第691話「さらば! 山村刑事」（1986年） - バーテン※ノンクレジット
- ザ・カゲスター 第15話「少年サタン隊 ザリガニアン作戦!」（1976年）
- がんばれ!!ロボコン 第105話「ドヒャリンコ! このガラクタをどうする?!」（1976年）
- 超神ビビューン 第29話「願いがかなう? 恐怖の絵ローソク」（1977年） - 客
- ロボット110番 第26話「宝さがしはコリゴリだ!」（1977年）
- 新五捕物帳 第3話「江戸の花夢の初恋」（1977年11月1日、日本テレビ）
- 大都会 PARTII（NTV）
  - 第36話「挑戦」（1977年） - レンタカーショップ店員
  - 第47話「黒いライセンス」（1978年） - 警官
  - 第50話「射殺命令」（1978年） - 銃砲店店員
- 人間の証明（1978年、TBS）
- 帝銀事件 大量殺人・獄中32年の死刑囚（1980年、ANB）
- そば屋梅吉捕物帳 第23話「影の軍団夜を飛ぶ」（1980年、東京12チャンネル）
- 探偵物語 第18話「犯罪大通り」（1980年、NTV） - 刑事
- 噂の刑事トミーとマツ（TBS / 大映テレビ）
  - 第1シリーズ
    - 第46話「トミマツ卒倒! 新課長、死のドライブ」（1980年） - 田沢産業社員
    - 第57話「トミマツ腰抜け、女は魔物だ!」（1981年）
    - 第60話「ナヌ! ドラマの犯人が本物だァ?」（1981年） - 記者

  - 第2シリーズ 第29話「大ピンチ! 恋した男は変身できぬ?」（1982年） - 芸能リポーター
- ウルトラマン80 第38話「大空にひびけ ウルトラの父の声」（1980年） - 川村治
- 風神の門（1980年、NHK） - ゲスト
- 3年B組金八先生（TBS）
  - 第1シリーズ 第18話「十五歳の母出産 その2」（1980年） - 教師B
  - 第3シリーズ 第6話「先公なんか信じない!」（1988年） - ぼたんの客
- 走れ!熱血刑事 第24話「青春にキックオフ」（1981年、ANB） - 玩具工場技術者
- 秘密のデカちゃん 第2話（1981年） - 記者
- 東映不思議コメディーシリーズ
  - ロボット8ちゃん（1981年） - エバポリスの声、タイムポリスの声
  - バッテンロボ丸（1982年） - ワンブンヤの声
  - 勝手に!カミタマン（1985年） - ヘンナムシの声、のばなし怪人ハル一番
  - おもいっきり探偵団 覇悪怒組 第15話「魔術師テンオー」（1987年）
  - 不思議少女ナイルなトトメス（1991年） - ナイルの悪魔の声
    - 第41話「ヘソクリ小僧が来た」 - 健康コンサルタント

  - 有言実行三姉妹シュシュトリアン（1993年） - ET父ちゃん
    - 第10話「ETおばさん見参」
    - 第18話「ETおばさんのカーネーション」
    - 第24話「ETおばさんと扇」
    - 第34話「ETおばさんの帰省」
- 文吾捕物帳 第24話「いまわしい影」（1982年）
- 御宿かわせみ 第2シリーズ 第11話 「迎春忍川」（1983年）
- 大江戸捜査網（TX / 三船プロ）
  - 第547話「大乱戦 獲物を狙う小悪魔」（1982年）
  - 第591話「女牢しのび肌 禁断の闇化粧」（1983年）
- 源九郎旅日記 葵の暴れん坊 第11話「波切 潮鳴り 悪を斬る」（1982年、ANB / 東映） - 宿の番頭
- 特捜最前線（ANB）
  - 第300話「鏡の中の女!」（1983年）
  - 第387話「命の炎を燃やせ!」（1984年）
  - 第448話「黙秘・墜ちた名門夫人!」（1986年）
  - 第486話「涼子・夢に縋った女!」（1986年）
- 事件記者チャボ!
  - 第1話「チャボが大騒ぎでやってきた」（1983年） - ガソリンスタンド店員
  - 第12話「チャボ! みんなでグレれば恐くない?」（1984年） - 男Ａ
- 西部警察 PART-III 第49話「京都・幻の女殺人事件」（1984年、ANB / 石原プロ） - ワコール宣伝部長
- 人妻捜査官 第12話「疑惑!?喪服の女が待つ診察室」（1984年、ABC / テレパック）
- 私鉄沿線97分署（ANB / 国際放映）
  - 第31話「着任! パワフルコンビ!!」（1985年）
  - 第76話「千羽鶴からスペシャルヒント!!」（1986年） - スーパーマーケット店長
- 銭形平次 第20話「子供の目」（1987年）
- メタルヒーローシリーズ
  - 世界忍者戦ジライヤ 第14話「小さな命に燃えた爆忍ロケットマン」（1988年） - 記者
  - 機動刑事ジバン 第29話「集団見合いで大ドンデン!」（1989年） - ダブルノイド・弟の声
  - 特警ウインスペクター（1990年） - バイクルの声
    - 第36話「バイクルのパパ」 - 西田のおやじさん

  - 特救指令ソルブレイン（1991年） - 指令の声、バイクルの声
    - 第4話「夢のゲームソフト」 - ゲームマシンの怪物の声

  - 特捜ロボ ジャンパーソン 第35話「暴走セーラー服」（1993年） - 山上信一郎博士
  - ブルースワット（1994年） - ボナの声
  - ビーロボカブタック 第1話「よろしくカブー！」運送屋の運転手
  - テツワン探偵ロボタック 第30話「フラレ男の一発逆転」（1998年） - 親方
- 古畑任三郎 S1第5話（1994年5月11日、フジテレビ）
- ジューン・ブライド（1995年、TBS系）- 電気店店主 役
- 超光戦士シャンゼリオン 第27話「朱美リターンズ!」（1996年） - 院長
- 年の差カップル刑事1（1998年） - 教師
- 身辺警護 4（1999年）
- サイコメトラーEIJI（1999年）
- 母親失格（2007年） - 小杉
- 魔王（2008年）
- さすらい刑事旅情編
- はぐれ刑事純情派第12シリーズ（ANB）
- 古畑任三郎第3シリーズ（CX、1999年） 
  - 第1話「若旦那の犯罪」
  - 第2話「忙しすぎる殺人者」
- 新選組!（2004年） - 居酒屋の夫
- クロサギ（2006年） - シロサギ
- 捜し屋★諸星光介が走る!6（2011年11月21日） - 警備員
- ルパンの娘 第2話（2019年） - 菊池和夫

### 映画
- 黄金の犬（1979年） - ホテルマン
- 劇場版 バッテンロボ丸（1983年） - ワンブンヤの声
- スーパー戦隊シリーズ
  - 劇場版 光戦隊マスクマン（1987年） - オケランパの声
  - 劇場版 忍者戦隊カクレンジャー（1994年） - ヒトツメコゾウ（兄）の声
  - 劇場版 超力戦隊オーレンジャー（1995年） - ジャグチャックの声
- Shall we ダンス?（1996年） - 斎藤慎二

### Vシネマ
- 大予言/復活の巨神（1992年） - ギュッタの声
- 特捜戦隊デカレンジャーVSアバレンジャー（2005年） - トリノイド0号サウナギンナンの声
- ゲゲゲの鬼太郎「妖怪奇伝魔笛エロイムエッサイム」（1987年） -　家なりの声

### テレビ番組
- 理科教室中学校3年生（NHK教育）
- 加トちゃんケンちゃん光子ちゃん 笑いころげて春一番!（1989年 / CX）
- ウッチャンナンチャンの誰かがやらねば!（1990年 / CX）

### テレビアニメ
- 一球さん

### 吹き替え（アニメ）
- タンタンの冒険

### CM
- 雪印乳業『ストリングチーズ』